# Colbún
Colbún  (in mapudungun: la pulizia della terra) è un comune del Cile centrale, nella provincia di Linares, regione del Maule.

## Dati
Il comune ha una popolazione di 17.000 abitanti circa e il suo territorio si estende per 2.900 km². Colbún confina a ovest con Yerbas Buenas; a sud ovest con Linares e Longaví; a nord con San Clemente, (provincia di Talca); a est e sud est, con l'Argentina e a sud, con San Fabián, (provincia di Ñuble) e Parral. La capitale del comune è il borgo omonimo, con 3.679 abitanti (2002).

## Storia
Il comune di Colbún è stato fondato ufficialmente il 30 dicembre, 1927. Prima di quella data il comune è stato denominato   Panimávida   ed ha avuto la sua capitale in quella località. Il comune di Panimávida era stato fondato 6 maggio, 1906.

## Amministrazione comunale
Il sindaco di Colbún è Hans Heyer González (Rinnovamento Nazionale) ed i consiglieri sono:
- Rodrigo Muñoz Marín (Partito Comunista del Cile)
- Samuel Álvarez Cerda (Rinnovamento Nazionale)
- Orgides Araya Carrera (Rinnovamento Nazionale)
- Jorge Antonio Dedes Franco (Unione Democratica Indipendente)
- María Riveros Medina (Partito Radicale Social Democratico)
- Hernán Núñez Ramos (Partito per la Democrazia)

## Dintorni di Colbún

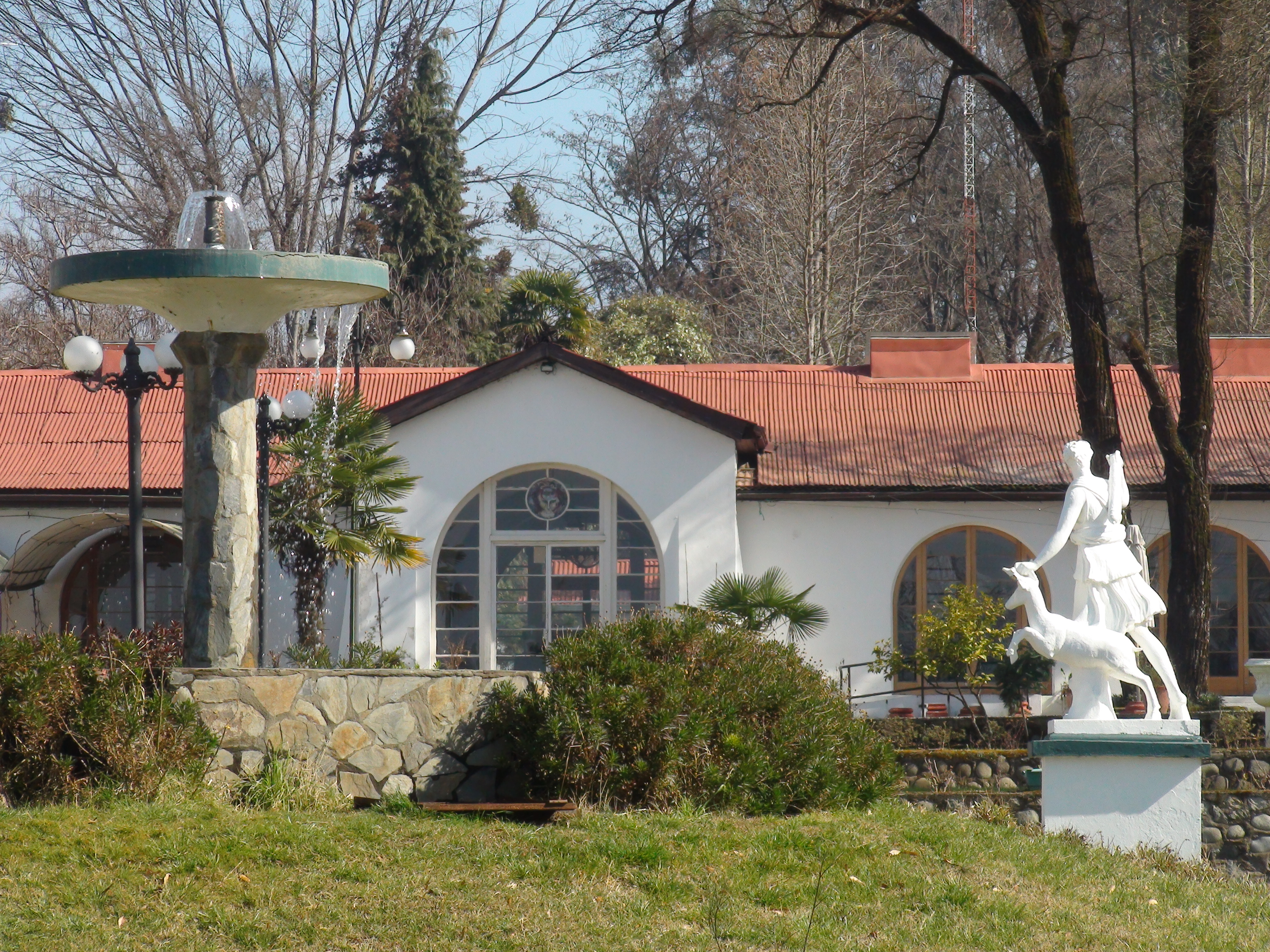
Ingresso, Hotel delle Terme di Panimávida, Provincia di Linares, Cile

Nel comune si trovano due località famose per le loro terme: "Termas de Quinamávida" e "Termas de Panimávida". Per di più, il comune concentra l'industria idroelettrica della regione, con le importanti centrali idroelettriche di Colbún e di Machicura. La diga e lago artificiale de Colbún è diventato un frequentato centro per ricreazione e sport acquatici anche se questi dipendono, naturalmente, dai livelli d'acqua, che tendono ad essere piuttosto variabili.
Vicino a Panimávida si trova il villaggio di Rari, famoso per i multicolori mestieri in "crin" (peli di cavallo) fatti a mano per esperte artigiane.